# Донецька Сеймиця (річка)
Донецька Сеймиця (Донецька Семиця) — річка в Росії, у Губкінському, Прохоровському, Пристенському й Солнцевському районах Бєлгородської й Курської областей. Ліва притока Сейму (басейн Дніпра).

## Опис
Довжина річки 71 км, площа басейну 733 км².

## Розташування
Бере початок на західній стороні від села Морозово. Спочатку тече на південний захід, потім переважно на північний захід і на західній стороні від Сеймиці впадає у річку Сейм, ліву притоку Десни.
Населені пункти вздовж берегової смуги: Новоселовка, Масловка, Раїсовка, Миронівка, Ольховатка, Прилепи, Горка.